# 馬爾庫什 (赫梅利尼克區)
49°40′38″N 28°1′49″E / 49.67722°N 28.03028°E
馬爾庫什（烏克蘭語：Маркуші），是烏克蘭的村落，位於該國西南部文尼察州，由赫梅利尼克區負責管轄，始建於1650年，面積2.8平方公里，海拔高度273米，2001年人口738，人口密度每平方公里263.57人。